# Dubna (Düna)
Die Dubna (russisch Дубна) ist ein rechter Nebenfluss der Düna in Lettland.
Der Fluss entspringt dem Cārmin-See in Lettgallen bei Krāslava und durchquert auf seinem Weg mehrere weitere Seen, bevor er bei Līvāni in die Düna mündet.
Größte Zuflüsse sind Feimanka (72 km), Oša (62 km), Kalupe (32 km) und Jāša (28 km).